# Пюрбеев, Григорий Церенович
Григорий Церенович Пюрбеев (род. 1940) — советский и российский лингвист и филолог-монголовед, доктор филологических наук (1984), профессор (1996), академик РАЕН (1994). Автор более 100 научных публикаций, в числе которых восемь монографий.

## Биография
Родился 20 марта 1940 года в посёлке Шатта Ики-Бурульского района Калмыкии. Семья в годы войны была депортирована в Сибирь — жили в деревне Епанешниково Куйбышевского района Новосибирской области. В 1957 году закончил Чумаковскую среднюю школу в Михайловском районе Новосибирской области и в том же году поступил на калмыцкое отделение историко-филологического факультета Ставропольского педагогического института.
Окончив институт, Григорий Пюрбеев переехал в Москву и начал работать старшим лаборантом в НИИ национальных школ в секторе родных языков. В 1964 году поступил в аспирантуру Института языкознания Академии наук СССР по специальности «монгольские языки» и в 1967 году стал штатным сотрудником института, где и работает по настоящее время.
Г. Ц. Пюрбеев был женат дважды: с 1962 года на Людмиле, от которой родилось 2 дочери, Елена и Наталья, с 1980 года супруга Александра Павловна Пюрбеева, врач.

## Награды
- Имеет монгольские награды: ордена «Серебряная звезда» Академии Юмжагийна Цеденбала (2006) и «Полярная звезда» (2010), медали «Дружба» (2002) и «850 лет Великого Монгольского государства» (2006).
- Заслуженный деятель науки Республики Калмыкия (1990).
- Почетный гражданин Республики Калмыкия (2010).